# These Words…
These Words… est une œuvre pour orchestre à cordes et percussions du compositeur estonien Arvo Pärt, composée en 2007.

## Historique
Cette œuvre est une commande du Léonie Sonnings Musikfond et a été créée le 22 mai 2008 sous la direction de Tõnu Kaljuste.